# Banca de Sapateiro
Banca de Sapateiro foi um programa radiofônico levado ao ar pela Rádio Farroupilha de Porto Alegre nos anos 50 e 60. À época, o cotidiano urbano de Porto Alegre constitui-se na principal referência para o humor deste programa, que foi das grandes atrações do rádio do Rio Grande do Sul. Foi criado e redigido por Nelson Cardoso. O personagem principal era o sapateiro interpretado inicialmente por Walter Ferreira, e depois por por Walter Broda; tinha como contraponto o artista Pinguinho. Também participava Alda Cotrin, depois substituída por Marisa Fernanda no papel da dengosa dona Clarinda.
Havia um bordão, a frase entra preguinho dita pelo sapateiro após a sonoplastia de batidas no sapato, que era feita pelo próprio Walter Broda batendo na sola de seu sapato com um ferrinho. Era dito cada vez que a pauta mudava.